# Tomasz Dziubiński (menedżer muzyczny)
Tomasz Dziubiński, ps. Dziuba (ur. 14 września 1961, zm. 16 grudnia 2010 w Gliwicach) – polski menedżer muzyczny, animator sceny muzycznej, producent muzyczny.

## Życiorys
Z muzyką rockową i metalową związał się na początku lat 80., pracując jako dziennikarz, a później menedżer i animator sceny muzycznej.
Był organizatorem festiwali Metalmania, a także ponad 1000 koncertów w Polsce, w tym m.in. Monsters of Rock z udziałem AC/DC, Metalliki oraz Queensrÿche w 1991 roku.
Organizator i współtwórca festiwalu muzyki hardrockowej i heavymetalowej Metalmania. Założyciel (1989) firmy Metal Mind Productions, współtwórca i redaktor naczelny (od 1990) polskiej edycji miesięcznika Metal Hammer. Był wieloletnim członkiem Zarządu Związku Producentów Audio Video.
Zmarł w gliwickim szpitalu. Przyczyną śmierci był nowotwór. Uroczystości pogrzebowe odbyły się 23 grudnia 2010 w archikatedrze Chrystusa Króla w Katowicach. Został pochowany na cmentarzu przy ulicy Francuskiej.
Był żonaty z Mariolą Dziubińską, która po jego śmierci objęła stanowisko prezesa Metal Mind.

## Filmografia
- Historia polskiego rocka: Teoria hałasu (2008, film dokumentalny, reżyseria: Leszek Gnoiński, Wojciech Słota)